# Юй Чжидин
Юй Чжидин (кит. 禹之鼎, пиньинь Yǔ Zhīdǐng, 1647 — 1709) — китайский художник-портретист времён империи Цин.

## Жизнеописание

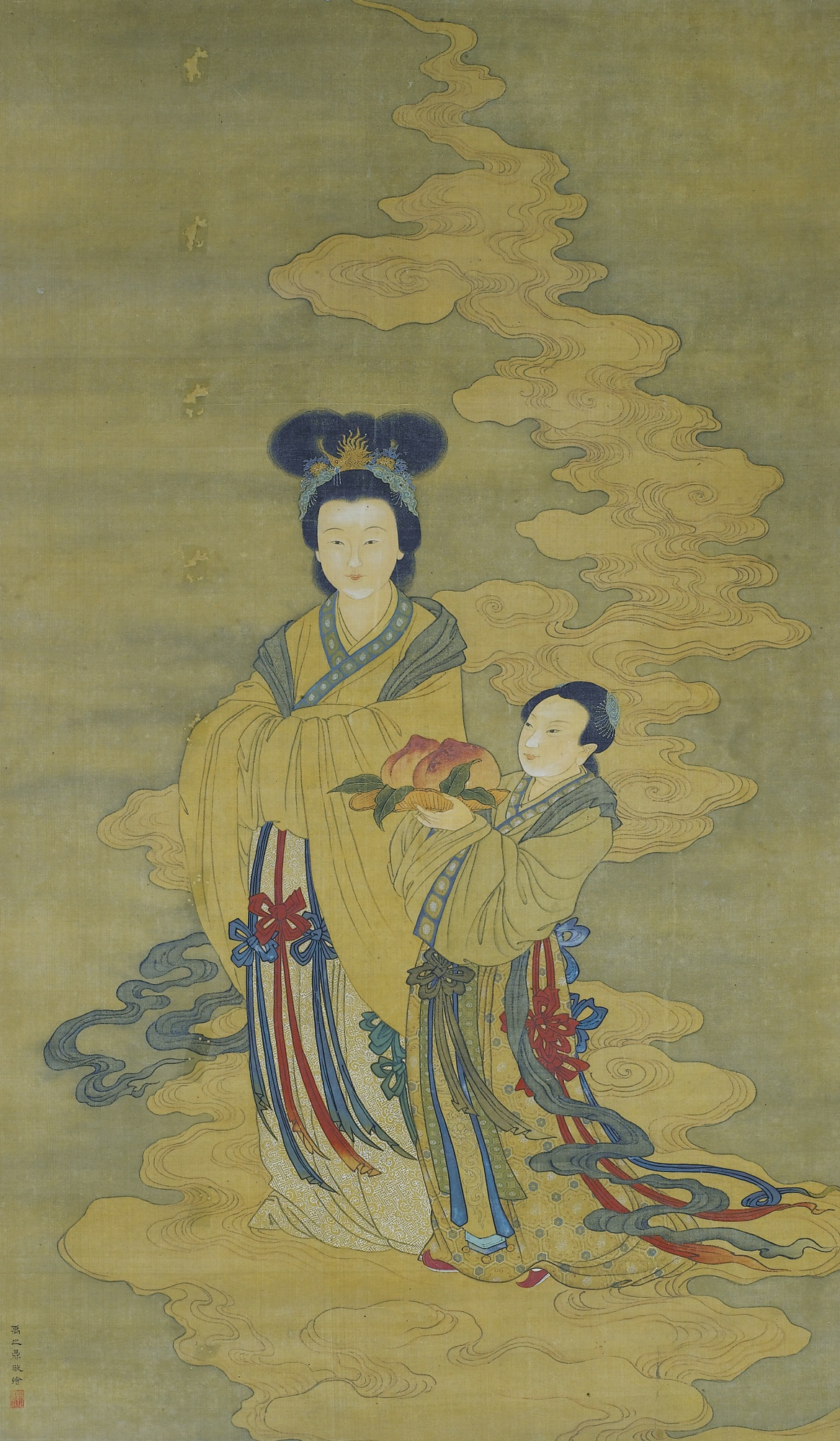
Ю Чжидин. Си-ван-му, королева-мать Запада

Родился в Синхуа, его предки были родом из Цзянду. С 10 лет поступает учеником к известному художнику Лань Ину. После обучения переезжает в 1681 году в Пекин, где приобретает славу талантливого портретиста. Он получает заказ от членов императорской семьи, чиновников, богачей. Позже он начинает изображать людей в повседневных сценах. В 1694 году вошёл в штат Академии живописи. Умер в 1709 году в Пекине.

## Творчество
Его картины отличались наличием не только изображённых лиц, а в сочетании с цветами, птицами, зданиями, создающими фон. Все образы тщательно вырисовывались. В основном использовал светлые краски, только для подчеркивания объёма применял тёмные чернила. Наиболее известными являются картины: «Амитабха», «День официального благословения», «Стрелец».